# Funktionssäkerhet

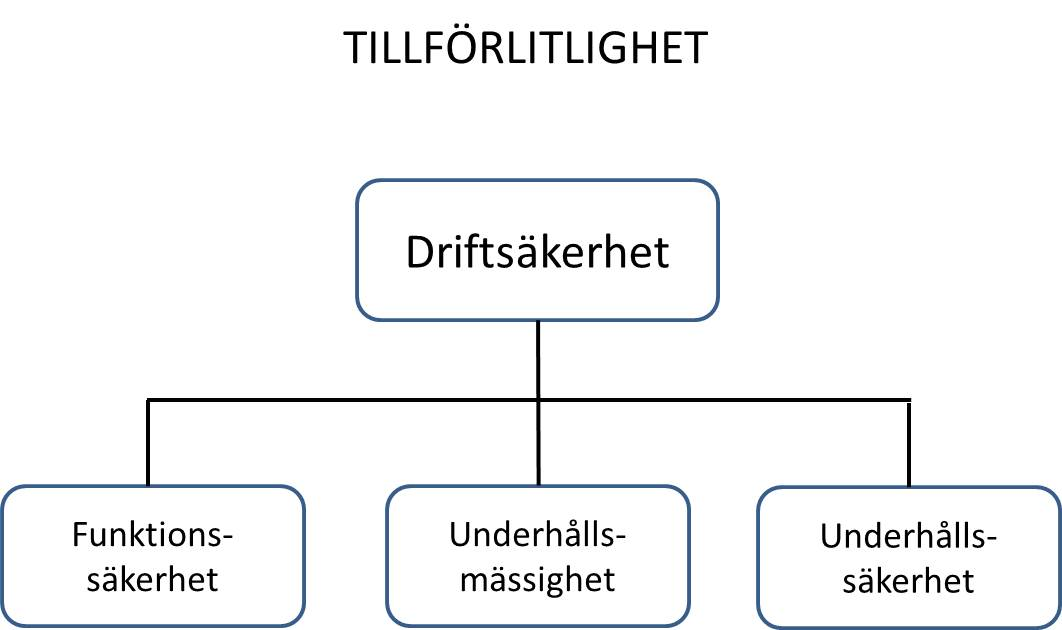

Funktionssäkerhet (engelska: reliability (performance)) som ingår i tillförlitlighet är förmågan hos en enhet att utföra en krävd funktion under givna förhållanden under ett givet tidsintervall. 
Ett vanligt mått som användes för funktionssäkerhet är felintensitet, dvs antal fel per tidsenhet. 

## Fel och felintensitet

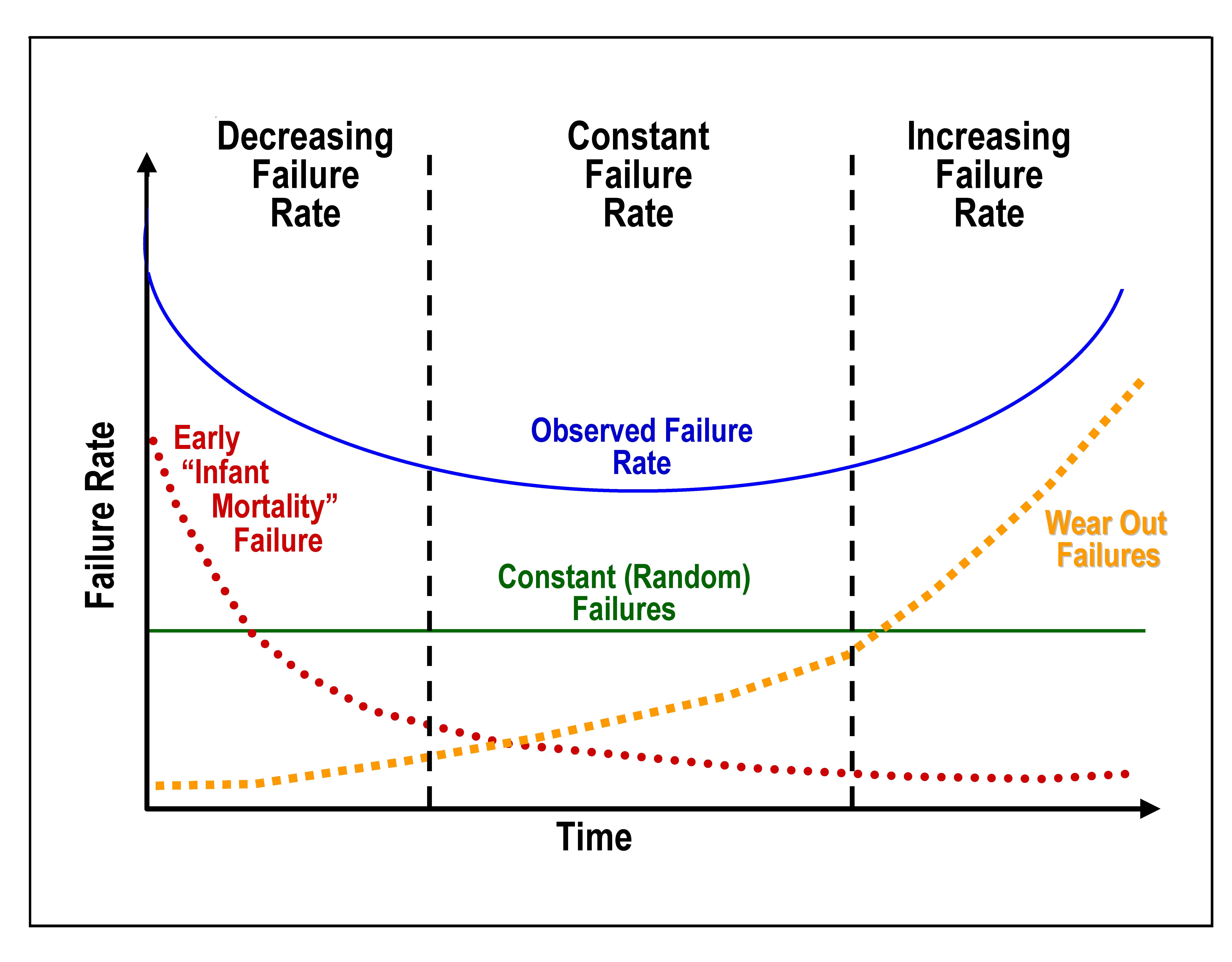
Badkarskurvan

Ett fel är en förlust av en (önskad) funktion. Funktioner som utförs av ett system kan analyseras i en felmods- och feleffektsanalys FMEA. Förlust av en (önskad) funktion medför ett fel. Om felet är uppenbart visar det sig visuellt, till exempel med ljud, vibrationer eller indikeras på en display. Exempel: I en FMEA för ett tåg noteras en funktion, som är att lysa upp framför tåget när det är mörkt. Ett felsätt (en felmod) för denna funktion är att en halvljuslampa går sönder. Detta upptäcker föraren vid en inspektionsrunda i samband med uppstart av tåget. Felet noteras och ett verkstadsbesök planeras in snarast för byte av den trasiga lampan. Byte av lampan noteras i underhållssystemet. Antalet trasiga lampor per miljon km är den observerade felintensiteten. Lampor går typiskt sönder efter en viss drifttid. I en tågflotta med  många lampor ökar därmed antalet fel med drifttiden (räknat från ny lampa och förutsatt att man inte byter lampor innan de går sönder).
Felintensiteten kan (som funktion av tid) vara avtagande, konstant,  eller ökande. Ett typiskt  sådant förlopp är känt som “badkarskurvan”. Ett system som sätts i drift kan ha “barnsjukdomar”. Det är ofta förekommande (systematiska) fel som är oacceptabla och som man kan bygga bort genom förbättring (t.ex. omkonstruktion), se FRACAS. När barnsjukdomarna är borta följer en stabil period under systemets optimala livstid. Därefter inträder åldringsfel som  medför ökat felflöde och höjda kostnader och till slut har systemet nått sin ekonomiska livslängd och får tas ur drift. Detta är en förenklad bild av ett systems livscykel.

## Storheter
Man kan mäta tillförlitlighet på olika sätt beroende på den givna situationen. Till exempel så kan man mäta den i termer av:
- Mean Time To Failure, MTTF, för system som inte underhålls eller Mean Time Between Failure, MTBF, för system som underhålls/repareras. Måttenheten är vanligen timmar.
- Antalet haverier per tidsenhet (failure rate). Måttenheten kan vara fel per miljon timmar eller, för fordon, fel per miljoner kilometer.
- Sannolikheten att en komponent inte havererar i ett visst tidsintervall (survival probability), och
- Sannolikheten att en komponent fungerar vid en viss tidpunkt {\displaystyle t} - tillgänglighet vid tidpunkten {\displaystyle t}.

Om den givna komponenten inte repareras efter haveri så kommer de två sistnämnda att sammanfalla.

## Standardisering
Standardisering inom området tillförlitlighet görs i Sverige av SEK Svensk elstandard i arbetsgruppen TK56 Tillförlitlighet, som är den svenska nationella kommittén för IEC TC56.

## Fotnot
1. ↑   Svensk standard SS 441 05 05, Tillförlitlighet - Ordlista.
2. ↑  IEC, TC56 – Working group for Dependability, http://tc56.iec.ch/about/structure0_1.htm Arkiverad 14 januari 2013 hämtat från the Wayback Machine.
3. ↑   IEC, Se Electropedia del 192 Dependability, http://www.electropedia.org Arkiverad 27 april 2015 hämtat från the Wayback Machine., välj 192 Dependability, se 192-01-22 Dependability.